# Bartolomé Ribó y Férriz
Bartolomé Ribó y Férriz (Madrid, 1835-Madrid, 1902) fue un pintor español.

## Biografía
Habría nacido en 1835. Natural de Madrid, fue discípulo en Barcelona de la Escuela provincial de Bellas Artes y de Pablo Milá y Fontanals. Un cuadro suyo figuró en la Exposición Nacional de 1864, titulado La llegada de un tren á la última estación, lienzo en opinión de Ossorio y Bernard «de género fantástico, nuevo y en extremo original», que fue premiado con mención honorífica.
En la Exposición celebrada en Barcelona dos años más tarde presentó el cuadro citado y los cinco siguientes: Una Dolorosa, que se conservaba en el Museo provincial de
Barcelona, Lenora (de una balada de Burger), San Antonio de Padua, La Purísima Concepción y D. Pedro III de Aragón intentando detener á los almogávares en el Coll de Panisars, á fin de que el Rey de Francia moribundo pueda pasar con los restos de su ejército. En la de 1871 fue premiado en Barcelona con una medalla por su Llegada del tren; en la de 1872 presentó Jesús y San Juan niños, Cristo crucificado y dos imágenes de la Virgen María; y en la de Madrid de 1876 presentó La Virgen al pie de la cruz, Nuestra Señora de las Mercedes y Nuestra Señora del Carmen. También fue de su mano un pendón de la Virgen de Montserrat. En la Enciclopedia universal ilustrada europeo-americana se data su muerte en 1902 en Madrid.